# Birgit Süss
Birgit Süss (Halle, Alemania, 29 de marzo de 1962) es una gimnasta artística alemana que, compitiendo con Alemania del Este, consiguió ser medallista de bronce olímpica olímpica en 1980 en el concurso por equipos.

## 1978
En el Mundial de Estrasburgo 1978 gana el bronce en equipos, tras la Unión Soviética y Rumania, siendo sus compañeras: Steffi Kraker, Silvia Hindorff, Heike Kuhardt, Karola Sube y Ute Wittwer.

## 1980
En los JJ. OO. de Moscú ganó el bronce por equipos —tras la Unión Soviética (oro) y Rumania (plata)—, siendo sus compañeras de equipo en esta ocasión: Maxi Gnauck, Steffi Kraker, Katharina Rensch, Karola Sube y Silvia Hindorff.